# Paranerita coccineothorax
Paranerita coccineothorax är en fjärilsart som beskrevs av Rothschild 1922. Paranerita coccineothorax ingår i släktet Paranerita och familjen björnspinnare. Inga underarter finns listade i Catalogue of Life.